# Clementsfejden
Clementsfejden var et bondeoprør i Jylland i 1534 og anses som en del af Grevens Fejde.
Oprøret er opkaldt efter Skipper Clement.
Centrale slag i Clementsfejden var Slaget ved Svenstrup den 16. oktober 1534 og Stormen på Aalborg den 18. december 1534.

## Forløb
Skipper Clement var den 14. september 1534 ankommet til Aalborg.
Han fik hurtigt underlagt sig byen der nok ikke havde været særlig godt befæstet.
Skipper Clement fik organiseret et oprør blandt bønder,
og en række af adlens gårde blev brændt af.
Klarupgård og Hjermslev, der begge tilhørte Bagge Griis blev brændt af.
En skomager fra Aalborg skulle senere have ramt adelsmanden med en tagsten så han døde af sine sår.
Segelstrop, Woergaard og Birkelse, der var ejet af biskoppen, blev også brændt af.
I Thy blev på tinget meddelt et brev fra Skipper Clements om at dem der ikke ville følge ham skulle hænges.
Nogle adelsmænd enten valgte frivilligt eller tvunget til at følge Skipper Clements.
Adlen samlede styrker for at imødegå oprøret og det kom til et slag ved Svenstrup den 16. oktober 1534, som blev vundet af bønderne.
Bondeoprøret var da spredt til Nord- og Vestjylland.
Bønderne forsøgte videre en konfrontation mod adlen i Randers omkring 1. november 1534 men uden held.
Efter at der blev udsigt til fred blandt de stridende parter ved Lübeck, blev tropper frigjort, og disse tropper blev under Johan Rantzaus kommando ført i iltempo op igennem Jylland til nedkæmpelse af bondeoprøret.
Rantzaus tropper blev ført til Varde, over Skjern Å, til Ringkøbing, Holstebro, Skive, Viborg i jagt efter bønderne der trak sig tilbage.
Endelig forskansede oprørerne sig i Aalborg hvor Rantzaus tropper stormede byen.
Bondeoprøret blev nedkæmpet totalt.
Skipper Clement undslap såret i første omgang men blev fundet, fængslet og henrettet.

## Baggrund
Som en del af Grevens Fejde havde Clementsfejden forskellige baggrunde og alliancer.
Dels var der en tronstridighed efter Frederik 1.'s død i 1533, dels var der stridigheder i forbindelse med reformationen.
I hvor høj grad bønderne har været direkte påvirket af disse stridigheder er et spørgsmål.
Hvad der kan have påvirket bønderne til oprør er muligvis ændringer i forholdet mellem herremænd og bønder i slutningen af 1400-tallet.
Ingela Kyrre nævner ændringer på det juridiske område blandt andet "udvidet sagefaldsret, vornedskab, hals- og håndsret, spredning af birkeretten" som årsager.
Lars Tvede-Jensen hævder at udviklingen i studeproduktion og eksport op til 1534 fik betydning.

## Efterspil
Clementsfejden fik et alvorligt efterspil, ikke blot for de involverede men for hele bondestanden.
Hovedmændene bag oprøret blev henrettet.
Det har nok været i januar 1535 at bønderne i oprøret blev tiltalt ved Viborg Landsting og dømt "fra liv og gods".
Det betød at bøndernes gods skulle afstås til kronen og at bønderne skulle frikøbe deres liv ved bøder efter forhandling, såkaldt halsløsning.
Dommen omfattede 49 jyske herreder.
Kongen udnævnte Axel Juel og Peder Ebbesen Galt til at stå som sine forhandlere i forbindelse med halsløsningen overfor bønderne.
Han udstedte den 15. marts 1535 et brev om benådning af bøndernes liv hvis de inden 8 dage fik betalt til halsløsningen.

## Skildringer
I fiktionsform er Clementsfejden skildret i kapitlerne Den røde Hane og Nederlaget i sidste tredjedel af Johannes V. Jensens roman Kongens Fald der udkom i 1901.
Johannes V. Jensens fortælling Skipper Clement fra 1917 har også baggrund i fejden.

## Eksterne links
- "Clementsfejden 1534". danmarkshistorien.dk. Aarhus Universitet.